# لقمه‌ماهی چشم‌کوچک
لقمه‌ماهی چشم‌کوچک (نام علمی: Himantura microphthalma) نام یک گونه از سرده لقمه‌ماهی‌های شلاقی است.